# Dermatiscum thunbergii
Dermatiscum thunbergii är en lavart som först beskrevs av Erik Acharius och fick sitt nu gällande namn av William Nylander 1867. 
Dermatiscum thunbergii ingår i släktet Dermatiscum och familjen Caliciaceae.   Inga underarter finns listade i Catalogue of Life.